# Horacio Muratore
Horacio Muratore (San Miguel de Tucumán, 29 de noviembre de 1951) es un contador argentino que presidió la Federación Internacional de Baloncesto (FIBA) de 2014 a 2019.

## Biografía
Muratore nació en San Miguel de Tucumán, Provincia de Tucumán el 29 de noviembre de 1951. Se graduó de contador público en la Universidad Nacional de Tucumán, donde ya graduado fue Secretario Administrativo, Secretario Académico y Secretario de Control de Gestión de la Facultad de Ciencias Económicas entre 1975 y 2004. También fue docente de la materia Contabilidad I de la misma facultad.
Su carrera en el mundo del Baloncesto inició siendo jugador y luego presidente del Club Tucumán B.B.. Más tarde fue titular de la Federación Tucumana de Básquetbol durante diez años (1983-1992) y presidente de la Confederación Argentina de Básquetbol (CABB) entre 1992 y 2008, durante la Generación Dorada, un periodo de quince años donde la Selección de básquetbol de Argentina obtuvo un segundo puesto en la Copa del Mundo de Baloncesto FIBA 2002 y ganó el oro olímpico en los Juegos Olímpicos de Atenas 2004. Luego fue presidente de la Confederación Sudamericana de Básquetbol (CONSUBASQUET) entre 1993 y marzo de 2006; vicepresidente segundo (1994-2006), vicepresidente primero (2006-2009) y presidente (2009-2014) de FIBA Américas.
El 29 de agosto de 2014 fue elegido presidente de la Federación Internacional de Baloncesto (FIBA) hasta 2019.